# وراتسا (شهر)
شهر وراتسا شانزدهمین شهر بزرگ کشور بلغارستان می‌باشد. این شهر مرکز استان وراتسا محسوب می‌گردد. بر اساس سرشماری انجام شده در سال ۲۰۱۱ این شهر دارای جمعیتی بالغ بر ۶۰٬۹۶۲ نفر می‌باشد.